# Konrad Akert
Konrad Akert (né le 21 mai 1919 et mort le 10 janvier 2015) est un neurologue et neurophysiologiste suisse.

## Biographie
Après ses études de médecine à l'université de Zurich, il soutient sa thèse de doctorat à l'Institut de Physiologie sous la direction de Walter Rudolf Hess.
Il séjourne ensuite une dizaine d'années aux États-Unis, d'abord (jusqu'en 1953) à la Johns Hopkins University de Baltimore, Maryland. De 1953 à 1960 il est professeur de Physiologie et d'Anatomie à l'université de Wisconsin à Madison.
En 1961, Akert est nommé professeur de neurophysiologie à l'Institut de Physiologie de Zurich où il crée l'Institut de recherche sur le cerveau qu'il développe et dont il assure la direction jusqu'en 1983. Il est en 1966, le fondateur et jusqu'en 1976, le rédacteur en chef de la revue Brain Research.
De 1963 à 1967, il est également membre du Grand Conseil de Zurich où il représente le Parti libéral-radical. De 1984 à 1988, il est le premier recteur à plein temps de l'Université de Zurich,.
En 1969, il se voit décerner le prix Otto Naegeli.